# Jimmy Woode
Jimmy Woode né le 23 septembre 1926, à Philadelphie ou 1929, mort le 23 avril 2005 est un contrebassiste et compositeur de jazz américain.

## Carrière
Après des études à l'académie de musique de Philadelphie et au conservatoire de Boston il joue du piano en 1945 dans le groupe vocal the Velvetaires. Il fonde un trio en 1946, accompagne tour à tour Flip Phillips, Sarah Vaughan, Ella Fitzgerald. Il travaille avec Nat Pierce en 1951 puis intègre l'orchestre de Duke Ellington en 1955. En 1960 il quitte le duke et s'installe au Danemark où il joue pour la radio suédoise. De 1961 à 1973 il est membre du Clarke-Boland Big Band puis du Paris reunion band.
Coïncidence remarquable : il est né le même jour, le même mois, la même année que le saxophoniste John Coltrane (23 septembre 1926 - 17 juillet 1967)